# 261工程
261工程（俄語：Объект 261）是一款蘇聯的自走炮。

## 發展歷史
261工程是由車里亞賓斯克機械工廠以及基洛夫工廠共同設計的。車內儀器則是由位於彼爾姆的莫托維利凱工廠（Мотовилихинские заводы）的設計部門開發的。261工程於1947年開發完成，其使用的152毫米M-31榴彈炮亦於1948年10月通過測試。然而，261工程依然在來得及投產前便被終止。

## 概述
261工程使用IS-7重型戰車的底盤。主炮被安裝於一個有裝甲保護的艙室內。

### 武裝
261工程的主要武裝是一門用於提供長程支援火力的M-31 152毫米榴彈炮。在換裝BR-2 152毫米加農炮後，261工程亦可發射戰略導彈。

### 動力組件
為了驅動如此龐大的重型自走炮（戰鬥全重可達68噸），261工程使用一具強大的M-50T柴油引擎。M-50T是以M-50為基礎設計的，最大可輸出1050匹馬力。

## 註記
1. 1 2 3  А. В. Карпенко, Тяжёлые самоходные артиллерийские установка, стр. 38